# 政府税制調査会

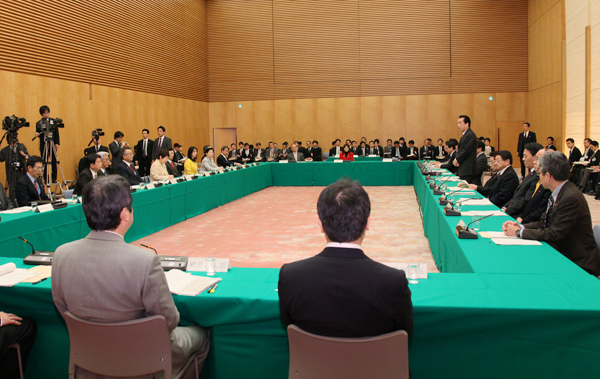
政府税制調査会の様子（2010年12月）

税制調査会（ぜいせいちょうさかい）は、内閣府の審議会等の一つ。内閣総理大臣の諮問に応じて、租税制度に関する基本的事項を調査審議する（内閣府本府組織令31条、33条。税制調査会令）。なお、自由民主党内の審議機関の一つである税制調査会（自民党税制調査会、自民税調）や民主党政策調査会におかれていた税制調査会などと区別するため、政府税制調査会（政府税調）と呼ばれることも多い。

## 概要
政府税制調査会は、内閣総理大臣の諮問に応じて、租税制度に関する基本的事項を調査審議する（内閣府本府組織令31条、33条。税制調査会令）。政府にあるさまざまな審議会の中のひとつだが、その発足の歴史は古く、1950年代後半から現在まで続いている。何度か改廃があったが、おおむね正式名称は「税制調査会」とされてきた。ただ、政党（主に自由民主党）に党内機関として同名の調査会が置かれていることから、報道等では区別のため「政府」を冠したこの通称が用いられる。かつては自民党税調のドンと呼ばれた山中貞則に「政府税調は軽視しない。無視する」とまでいわれるほど実権のない存在であったが、1990年代以降は、連立政権の常態化や山中個人の影響力の後退により、税制審議の主導権は次第に自民党税調から政府税調に移ったと指摘されるようになった。ただし自民党税調は、自公連立政権下においても、依然として税制改正の内容を裁断する実権を保持してきた。
加藤寛（慶應義塾大学名誉教授）や石弘光（一橋大学名誉教授）が会長を務めた1990年から2006年までは大きな影響力を持ったが、2006年の第1次安倍内閣発足時に石会長の再任人事が覆され、さらに、2009年に誕生した鳩山由紀夫内閣において、これまでの税制改正は与党の税制調査会と政府の税制調査会においてバラバラに議論され、また、その実質的な意思決定は税制改正について法的な権限や責任を有しない与党の税制調査会で行われてきた事実に対して、抜本的に体制を見直すべきという提言がなされた。これを受け、これまでの与党の税制調査会と政府の税制調査会の機能を一元化し、政府の責任の下で税制改正の議論を行うために、財務大臣を会長とし、政治家から構成される「税制調査会」が政府に新しく設置された。そのため、従前の税制調査会は廃止された。また、政府税調の下に、中長期的な税制の在り方について助言・報告させるため、専門家からなる専門家委員会が設置された。
2010年2月5日に政府は、閣議決定に基づき運営されている税制調査会を法制化するため、政府の政策決定過程における政治主導の確立のための内閣法等の一部を改正する法律案を提出したが、2011年5月12日に撤回された。
2012年の第46回衆議院議員総選挙の結果、民主党が下野し、自公連立政権である第2次安倍内閣が発足すると、政治家から構成される民主党政権下の政府税調を廃止した上で有識者による審議会としての政府税調を復活させることが閣議決定され、2013年2月1日に内閣府本府組織令が改正されると同時に新たな税制調査会令が公布された。

## 税制調査会設置の推移
- 税制調査会（税制調査会官制（昭和21年勅令第594号）による国の機関）※1949年6月1日廃止
- 税制調査会（閣議決定により内閣に設置）※1953年8月設置、同年11月調査終了
- 臨時税制調査会（閣議決定により内閣に設置）※1955年8月設置、1957年6月廃止
- 税制特別調査会（閣議決定により大蔵省に設置）※1957年6月設置、廃止時期不詳
- 税制調査会（総理府設置法に基づく税制調査会令（昭和34年政令第161号）による総理府の附属機関）※1959年5月4日設置、1962年4月24日廃止
- 税制調査会（総理府設置法に基づく税制調査会令（昭和37年政令第156号）による総理府の附属機関）※1962年4月24日設置、2009年10月8日廃止
  - 1984年7月1日、設置法一部改正により総理府の附属機関から総理府の審議会等へ
  - 2001年1月6日、中央省庁再編に伴い総理府の審議会等から内閣府の審議会等へ
- 税制調査会（閣議決定「税制調査会の設置について」により内閣府に設置）※2009年9月29日設置、2013年1月29日廃止
- 税制調査会（内閣府設置法に基づく税制調査会令（平成25年政令第25号）による内閣府の審議会等）※2013年2月1日設置

## 歴代会長

### 旧内閣府設置法等による税制調査会
| 代    | 氏名       | 在任時期        | 備考                       |
| ----- | ---------- | --------------- | -------------------------- |
| 初代  | 中山伊知郎 | 1959年 - 1965年 | 一橋大学学長               |
| 第2代 | 東畑精一   | 1965年 - 1974年 | 東京大学教授               |
| 第3代 | 小倉武一   | 1974年 - 1990年 | 元農林事務次官             |
| 第4代 | 加藤寛     | 1990年 - 2000年 | 慶應義塾大学教授           |
| 第5代 | 石弘光     | 2000年 - 2006年 | 一橋大学学長               |
| 第6代 | 本間正明   | 2006年          | 大阪大学大学院教授         |
| 第7代 | 香西泰     | 2006年 - 2009年 | 日本経済研究センター元会長 |

### 「税制調査会の設置について（閣議決定）」による税制調査会
会長は財務大臣。
| 代    | 氏名 | 氏名     | 在任時期               | 備考              |
| ----- | ---- | -------- | ---------------------- | ----------------- |
| 初代  |      | 藤井裕久 | 2009年9月 - 2010年1月  | 鳩山由紀夫内閣    |
| 第2代 |      | 菅直人   | 2010年1月 - 同年6月    | 鳩山由紀夫内閣    |
| 第3代 |      | 野田佳彦 | 2010年6月 - 2011年9月  | 菅直人内閣        |
| 第4代 |      | 安住淳   | 2011年9月 - 2012年10月 | 野田内閣          |
| 第5代 |      | 城島光力 | 2012年10月 - 同年12月  | 野田第3次改造内閣 |

### 内閣府設置法等による税制調査会
| 代   | 氏名 | 氏名   | 在任時期        | 備考                 |
| ---- | ---- | ------ | --------------- | -------------------- |
| 初代 |      | 中里実 | 2013年 - 2024年 | 東京大学教授         |
| 2代  |      | 翁百合 | 2024年 -        | 日本総合研究所理事長 |

#### 税制調査会委員・特別委員名簿
令和6年4月1日の税制調査会の名簿を下記に記載する。
| 役職     | 氏名       | 現職                                                    | 備考                                                                       |
| -------- | ---------- | ------------------------------------------------------- | -------------------------------------------------------------------------- |
| 委員     | 足立泰美   | 甲南大学経済学部教授                                    | 専門は経済学。                                                             |
| 委員     | 飯島淳子   | 慶應義塾大学大学院法務研究科教授                        | 専門は行政法。                                                             |
| 会長     | 翁百合     | ㈱日本総合研究所理事長                                  |                                                                            |
| 委員     | 奥平寛子   | 同志社大学大学院ビジネス研究科准教授                    | 専門は経済学。                                                             |
| 委員     | 笠木映里   | 東京大学大学院法学政治学研究科教授                      | 専門は社会保障法。                                                         |
| 委員     | 梶川融     | 太陽有限責任監査法人会長                                |                                                                            |
| 委員     | 國頭英夫   | 日本赤十字社医療センター化学療法科部長                  | 専門は呼吸器内科学・臨床腫瘍学。                                           |
| 委員     | 熊谷亮丸   | ㈱大和総研副理事長                                      |                                                                            |
| 委員     | 権丈善一   | 慶應義塾大学商学部教授                                  | 専門は商学。                                                               |
| 会長代理 | 清家篤     | 日本赤十字社社長／慶應義塾学事顧問                      | 専門は労働経済学。                                                         |
| 委員     | 辻琢也     | 一橋大学大学院法学研究科教授                            |                                                                            |
| 委員     | 刀祢館久雄 | 公益社団法人日本経済研究センター研究主幹                |                                                                            |
| 委員     | 中空麻奈   | BNPパリバ証券㈱グローバルマーケット統括本部副会長       |                                                                            |
| 委員     | 矢田俊彦   | ㈱読売新聞グループ本社社長室総務                        |                                                                            |
| 委員     | 吉村政穂   | 一橋大学大学院法学研究科教授                            | 専門は租税法。主著に『租税法概説』。                                       |
| 特別委員 | 赤井伸郎   | 大阪大学大学院国際公共政策研究科教授                    | 専門は経済学。                                                             |
| 特別委員 | 秋池玲子   | ボストン・コンサルティング・グループ日本共同代表        |                                                                            |
| 特別委員 | 阿部貴明   | 丸源飲料工業㈱代表取締役社長                            |                                                                            |
| 特別委員 | 井伊雅子   | 一橋大学国際・公共政策大学院教授                        | 専門は経済学。                                                             |
| 特別委員 | 石山志保   | 大野市長                                                |                                                                            |
| 特別委員 | 伊集守直   | 横浜国立大学大学院国際社会科学研究院教授                | 専門は経済学。                                                             |
| 特別委員 | 太田直樹   | 税理士                                                  |                                                                            |
| 特別委員 | 岡村忠生   | 京都大学名誉教授                                        | 専門は租税法。主著に『租税法(有斐閣アルマSpecialized)』など                |
| 特別委員 | 河野俊嗣   | 宮崎県知事                                              |                                                                            |
| 特別委員 | 櫻井彩乃   | 一般社団法人GENCOURAGE 代表理事                         |                                                                            |
| 特別委員 | 佐藤英明   | 慶應義塾大学大学院法務研究科教授                        | 専門は租税法。主著に『スタンダード所得税法』『スタンダード消費税法』など。 |
| 特別委員 | 佐藤主光   | 一橋大学大学院経済学研究科教授                          | 主著に『地方交付税の経済学』『地方税改革の経済学』など。                   |
| 特別委員 | 武田洋子   | ㈱三菱総合研究所執行役員 兼 研究理事 シンクタンク部門長 |                                                                            |
| 特別委員 | 寺井公子   | 慶應義塾大学経済学部教授                                | 主著に『私たちと公共経済』など                                             |
| 特別委員 | 土居丈朗   | 慶應義塾大学経済学部教授                                | 主著に『入門財政学』など                                                   |
| 特別委員 | 仲田泰祐   | 東京大学大学院経済学研究科、公共政策大学院准教授        |                                                                            |
| 特別委員 | 増井良啓   | 東京大学大学院法学政治学研究科教授                      | 専門は租税法。主著に『租税法入門』など                                     |
| 特別委員 | 増田悦子   | 公益社団法人全国消費生活相談員協会理事長                |                                                                            |
| 特別委員 | 宮永俊一   | 三菱重工業㈱取締役会長                                  |                                                                            |
| 特別委員 | 諸富徹     | 京都大学大学院経済学研究科教授                          | 専門は経済学。                                                             |
| 特別委員 | 山口利恵   | 東京大学大学院情報理工学系研究科准教授                  | 専門は情報理工学。                                                         |
| 特別委員 | 芳野友子   | 日本労働組合総連合会会長                                |                                                                            |